# The Best of Inti-Illimani Live
The Best of Inti-Illimani Live è una raccolta del gruppo musicale cileno Inti-Illimani, pubblicata nel 2006

## Descrizione
Dopo aver concluso la loro esperienza con l'etichetta discografica Storie di note, gli Inti-Illimani approdano a una nuova casa discografica italiana, Ala Bianca, con cui pubblicano una raccolta espressamente pensata per il mercato italiano, primo frutto della nuova collaborazione.
I brani contenuti all'interno del disco provengono in maggioranza dall'altro live antologico Antologia en vivo, uscito nel 2001 e mai distribuito sul suolo italiano, che contiene canzoni risalenti a diversi concerti realizzati in diverse epoche e con differenti formazioni del gruppo.
A questi brani si aggiungono 10 tracce provenienti dal concerto immortalato nel DVD Lugares comunes - Court central del 2003  e mai pubblicati prima in formato audio, 2 brani provenienti da un altro disco dal vivo, Viva Italia, sempre del 2003, e altri 2 brani registrati in studio provenienti dall'album Pequeño mundo, disco che, al momento dell'uscita di questa raccolta, era ancora inedito in Italia e che in seguito verrà pubblicato dalla stessa Ala Bianca. È inoltre presente una traccia video contenente il videoclip del brano Rondombe.
Nel libretto interno compare una introduzione firmata da Jorge Coulón, un'ampia biografia degli Inti-Illimani e alcune fotografie dei componenti del gruppo al momento dell'uscita del disco. La copertina riutilizza, con minime variazioni, la composizione realizzata per la loro prima antologia italiana su CD The Best of Inti-Illimani.

## Tracce
Disco 1
1. Juanito Laguna remonta un barrilete – 4:31 (R. Cosentino, H. Lima Quintana[1])
2. Simon Bolivar – 2:54 (I. Contreras, R. Lena[1])
3. Inti-Illimani – 2:09 (H. Salinas[1])
4. La petenera – 3:04 (tradizionale messicano[1])
5. Quiaqueñita – 2:41 (tradizionale argentino[1])
6. Charagua – 3:08 (V. Jara[1])
7. Corazòn maldito – 3:06 (V. Parra[1])
8. La exiliada del sur – 3:34 (V. Parra, P. Manns[1])
9. La partida – 3:46 (V. Jara[2])
10. Lo que más quiero – 3:14 (V. Parra, I. Parra[1])
11. El Tinku – 4:10 (tradizionale boliviano[2])
12. Mis llamitas – 3:01 (E. Cavour[1])
13. Alturas – 3:15 (H. Salinas[1])
14. El aparecido – 3:38 (V. Jara[1])
15. El pueblo unido jamás será vencido – 4:38 (S. Ortega, Quilapayún[1])
16. Arriba quemando el sol – 4:50 (V. Parra[1])
17. Señora chichera – 3:57 (tradizionale boliviano[1])
18. America novia mia – 3:45 (P. Manns[1])
19. Sensemaya, canto para matar una culebra – 3:40 (N. Guillen, H. Salinas[2])
20. Buonanotte fiorellino – 3:06 (F. De Gregori[3])
21. Rondombe (Videoclip, regia Ariel Hassan)

Disco 2
1. Samba landò – 4:53 (P. Manns, J. Seves, H. Salinas[2])
2. El mercado de Testaccio – 4:08 (H. Salinas[4])
3. San Juanito – 2:07 (G. Favre[2])
4. Mi chiquita/Carnaval – 7:42 (N. Guillen, H. Salinas[2])
5. Candidos – 4:16 (E. Llona, J. Seves[1])
6. Arriesgaré la piel – 4:56 (P. Manns, H. Salinas[1])
7. Malagueña – 3:02 (tradizionale messicano[2])
8. Sobre tu playa – 4:49 (M. Meriño, D. Cantillana[2])
9. El surco – 5:05 (C. Granda[4])
10. Takakoma – 5:16 (tradizionale peruviano[1])
11. Medianoche – 4:21 (P. Manns, H. Salinas[1])
12. En libertad – 3:29 (M. Garrido-Moya[1])
13. El guarapo y la melcocha – 4:58 (tradizionale cubano[1])
14. Tarantella – 5:34 (R. De Simone[2])
15. La fiesta de San Benito – 3:53 (tradizionale boliviano[2])
16. Rondombe – 3:58 (M. Meriño[3])